# Comté d'Atherton
Le comté d'Atherton était une zone d'administration locale au nord du Queensland en Australie. Le comté comprenait les villes de :
- Atherton ;
- Kairi ;
- Tinaroo ;
- Tolga.

Le comté était connu sous le nom de comté de Tinaroo jusqu'en 1935.
En mars 2008, il a fusionné avec les comtés d'Eacham, d'Herberton et de Mareeba pour former la région des Tablelands.